# Сергиевка (Оренбургский район)
Се́ргиевка — село в Оренбургском районе Оренбургской области. Административный центр Сергиевского сельсовета.

## География
Село находится на расстоянии 22 км к северо-западу от города Оренбург, административного центра области.

### Часовой пояс
Село Сергиевка как и вся Оренбургская область, находится в часовой зоне МСК+2. Смещение применяемого времени относительно UTC составляет +5:00.

## История
Основано в 19 столетии переселенцами.

## Население
| 2002 | 2010  |
| ---- | ----- |
| 1074 | ↗1252 |